# Mofu-Gudur (peuple)
 (avril 2019).
Si vous disposez d'ouvrages ou d'articles de référence ou si vous connaissez des sites web de qualité traitant du thème abordé ici, merci de compléter l'article en donnant les références utiles à sa vérifiabilité et en les liant à la section « Notes et références ».
Mofu-Gudur est un sous-groupe ethnique du peuple Mofu vivant dans l'Extrême-Nord du Cameroun, département de Mayo-Tsanaga, arrondissement de Mokolo. Les Mofu-Gudur sont présents dans cinq cantons, Mokong, Mofou, Zamay, Boula et Gawar. Ils vivent également dans l'arrondissement de Hina. On appelle la plaine de Mokolo la « zone Mofu-Gudur ». 
Ce sous-groupe ethnique pratique le commerce et se déplace vers les grandes villes comme Yaoundé, Douala et autres pour le commerce. Ses membres pratiquent aussi l'agriculture et l'élevage.

## Population
Ce sous-groupe ethnique d'après les statiques de ses six dialectes (le gudal, le Məkaŋ, le mafaw, le diméo, le njeleŋ et le masagal) et ses comités tels que CODECAM, ASFADIM, COSSFODIM et ASSOFAM, ils sont repartis dans une grande plaine de Mokolo dénommée «zone mofu-gudur», dans la ville de Mokolo même, Maroua, dans des villes du Nord Cameroun telles que Garoua, Ngong et un village même portant un nom de famille mofou "Kosmon" et dans l'Adamaoua: Mbé, Ngaoundéré et sans oublier qu'ils aiment les grandes villes pour leur commerce. En 2021, leur nombre a été estimé à plus de 2 775 891 personnes. Une partie des mofous ont été identifiés au Nigéria faisant partie de cette République fédérale. Ils sont dans l'État de Mubi et dans le Sud-Est du Nigéria. Les Mofu-gudur du Cameroun aiment s'appeler entre eux "MALPA" qui veut dire cousin ou demi-frère. La majorité des peuples du Nord Cameroun parlent d'eux pour leur croissance démographique.
Donc cette population générale s'élève à plus de
2 775 891 personnes, en 2021.